# Idaea purpuraria
Idaea purpuraria är en fjärilsart som beskrevs av Turati 1913. Idaea purpuraria ingår i släktet Idaea och familjen mätare. Inga underarter finns listade i Catalogue of Life.